# Lanthenans
Lanthenans település Franciaországban, Doubs megyében. Lakosainak száma 70 fő (2022. január 1.). Lanthenans Sourans, Blussans, Anteuil és Hyémondans községekkel határos.

## Népesség
A település népességének változása:
| Lakosok száma | 58   | 66   | 60   | 66   | 67   | 68   | 68   | 70   | 70   | 70   |
|               | 1968 | 1982 | 1990 | 2006 | 2013 | 2015 | 2017 | 2019 | 2020 | 2022 |